# 广东绣球
广东绣球（学名：Hydrangea kwangtungensis）为绣球花科绣球属下的一个种。

## 扩展阅读
- 維基物種上的相關：广东绣球